# Gmina Raciążek
Die Gmina Raciążek ist eine Landgemeinde im Powiat Aleksandrowski der Woiwodschaft Kujawien-Pommern in Polen. Ihr Sitz ist das gleichnamige Dorf mit etwa 1750 Einwohnern.

## Gliederung
Zur Landgemeinde Raciążek gehören acht Dörfer mit einem Schulzenamt:
| - Dąbrówka Duża - Niestuszewo (1943–1945 Nestuschau) - Podole - Podzamcze (1943–1945 Unterschloß) | - Raciążek (1943–1945 Radensburg) - Siarzewo (1943–1945 Serschau) - Turzno - Turzynek |

## Verkehr
Die Ortschaft Turzno hat einen Haltepunkt an der Bahnstrecke Kutno–Piła.